# Una ragazza tutta d'oro
Una ragazza tutta d'oro è un film del 1967 diretto da Mariano Laurenti. È un esempio di musicarello, film costruito attorno ad una canzone o a uno o più cantanti.

## Trama
Il maestro Umberto Signoretti scopre in un paesino una ragazza, Iva, dotata d'una magnifica voce e le propone di seguirlo a Roma per lanciarla nel mondo della musica. La ragazza però rifiuta. Paolo fratello di Iva, decide di andare a Roma con quattro amici a tentare la fortuna. Per ritrovare il fratello Iva parte con il maestro Signoretti per Roma dove, appena giunti liberano Paolo e i suoi amici, che nel frattempo finiti in prigione. Il maestro che insiste nel suo tentativo di far cantare Iva, garantisce imprudentemente per loro in Questura, dicendo che sono suoi ospiti. I ragazzi ne approfittano per istallarsi nel suo appartamento e combinarne di tutti i colori.
Il maestro fa finta di niente ed Iva, per dimostrargli la sua riconoscenza, accetta di prendere parte ad uno spettacolo televisivo condotto da Signoretti, ottenendo un grande successo. Anche i cinque giovani, che hanno costituito un complesso musicale ottengono un contratto ed uno di loro, Gianni, dichiara il suo amore ad Iva, la quale ricambia togliendo ogni speranza al maestro Signoretti che, nel frattempo, si era innamorato di lei.